# Wolyn Luzk
Der FK Wolyn Luzk (ukr. Футбольний клуб «Волинь» Луцьк, russisch Футбольный клуб «Волынь» Луцк) ist ein ukrainischer Fußballverein aus Luzk. Der Verein wurde 1960 gegründet und trägt seine Heimspiele im Awanhard-Stadion in Luzk aus. Von 2010 bis 2017 spielte Wolyn Luzk in der ersten ukrainischen Liga, der Premjer-Liha, aktuell in der Amateur-Fußball-Meisterschaft.

## Geschichte

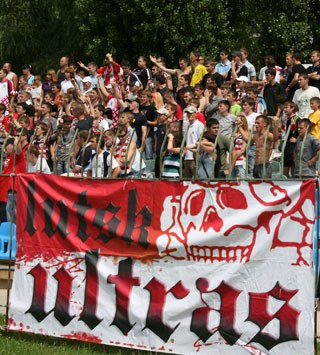
Fans von Wolyn Luzk

Der Fußballverein Wolyn Luzk wurde im Jahre 1960 gegründet. Zunächst hieß der Verein bis 1967 wie auch heute Wolyn Luzk. Danach benannte man sich um in Torpedo Luzk, wie der Verein bis ins Jahr 1988 hieß. Nach 1988 lautete der Vereinsname wieder Wolyn Luzk, jedoch mit kleinen Abweichungen zum heutigen Namen, der seit 2002 wieder gilt. 1992 war Wolyn Luzk eines der Gründungsmitglieder der ukrainischen Premjer-Liha, die damals ihre erste Saison erlebte, nachdem die Ukraine durch den Zerfall der Sowjetunion ihre Unabhängigkeit erlangt hatte. In der Premierensaison belegte der Verein aus Luzk den fünften Tabellenrang in der Staffel B. In den Folgejahren konnte der Verein, der zu Sowjetzeiten keine große Rolle im Profifußball gespielt hatte, diese sehr gute Platzierung nicht bestätigen und es folgte im Jahre 1996 der Abstieg in die Perscha Liha, die zweithöchste ukrainische Spielklasse. Nach sechs Jahren in der zweiten Liga gelang Wolyn Luzk mit Tabellenplatz eins in der Saison 2001/02 der Wiederaufstieg in die Premjer-Liha. Im Jahr darauf erreichte der Verein das Halbfinale des Ukrainischen Pokals. Diesen Erfolg konnte die Mannschaft in der Saison 2009/10 wiederholen. Im Ligabetrieb stieg Wolyn Luzk in der Saison 2009/10 auch wieder in die Premjer-Liha auf, nachdem das Team vier Jahre zuvor im Jahre 2006 den Gang in die Zweitklassigkeit antreten musste.
Drei ausländische Profis haben anscheinend aus Angst vor den Folgen des russischen Kriegs in der Ukraine den Verein kurz vor dem Saisonstart 2014/15 verlassen. Nach Angaben der Agentur ITAR-TASS handelte es sich um Eric Bicfalvi (Rumänien), Ramon Lopes (Brasilien) und Michel Babatunde (Nigeria) handeln. Durch den Ausfall der drei Spieler muss nun Volyn Lutzk gegen den Abstieg kämpfen.

## Stadion

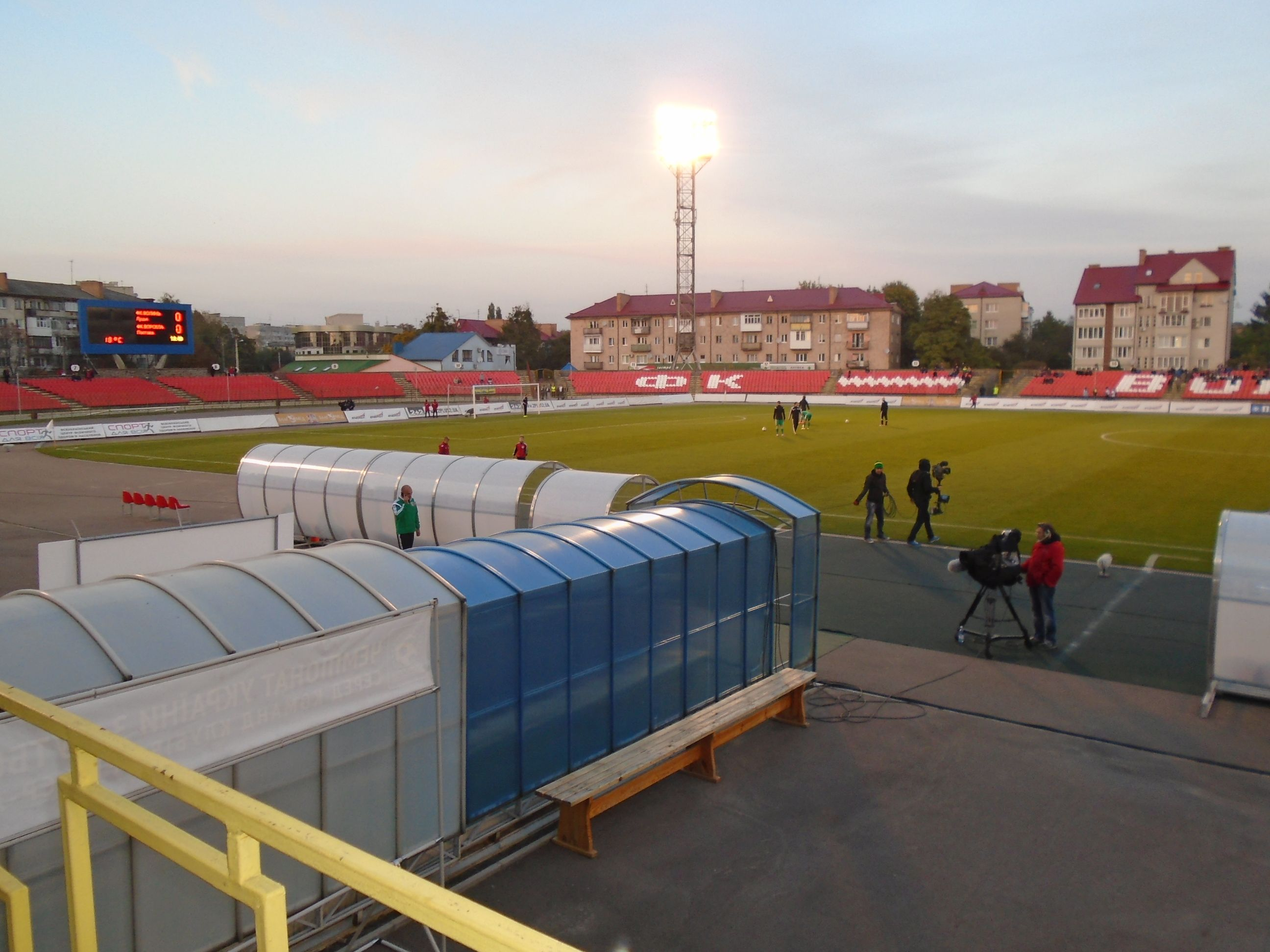
Das Stadion aus der Tribünensicht

Der Verein trägt seine Heimspiele im 10.792 Zuschauer fassenden Awanhard-Stadion in Luzk aus, das im Jahre 1960 erbaut wurde.

## Spieler
- Oleh Luschnyj (1985–1988)
- Anatolij Tymoschtschuk (1995–1998)
- Taavi Rähn (2003–2006)

## Trainer
- Anatolij Demjanenko (2012–2013)